# Франкези (Сондрио)
Франкези је насеље у Италији у округу Сондрио, региону Ломбардија.
Према процени из 2011. у насељу је живело 42 становника. Насеље се налази на надморској висини од 527 м.